# Солдатский блюз
«Солдатский блюз» (англ. G.I. Blues) — музыкальный фильм 1960 года, снятый в жанре романтической комедии. Съёмки фильма начались 2 мая 1960 года и проходили на киностудии Paramount Pictures, а также на территории Германии. Премьера фильма состоялась 15 ноября 1960 года. При огромном числе первоклассных лент выпускавшихся американской кинопромышленностью в 1960 году «G.I. Blues» занял по стране 14 место. Кассовые сборы составили 4,5 миллиона долларов.
Рабочие названия фильма: Café Europa (с англ. — «Кафе Европа»), Christmas in Berlin (с англ. — «Рождество в Берлине»).
Слоган фильма: «10 величайших песен!» (англ. 10 Great Songs!).

## Сюжет

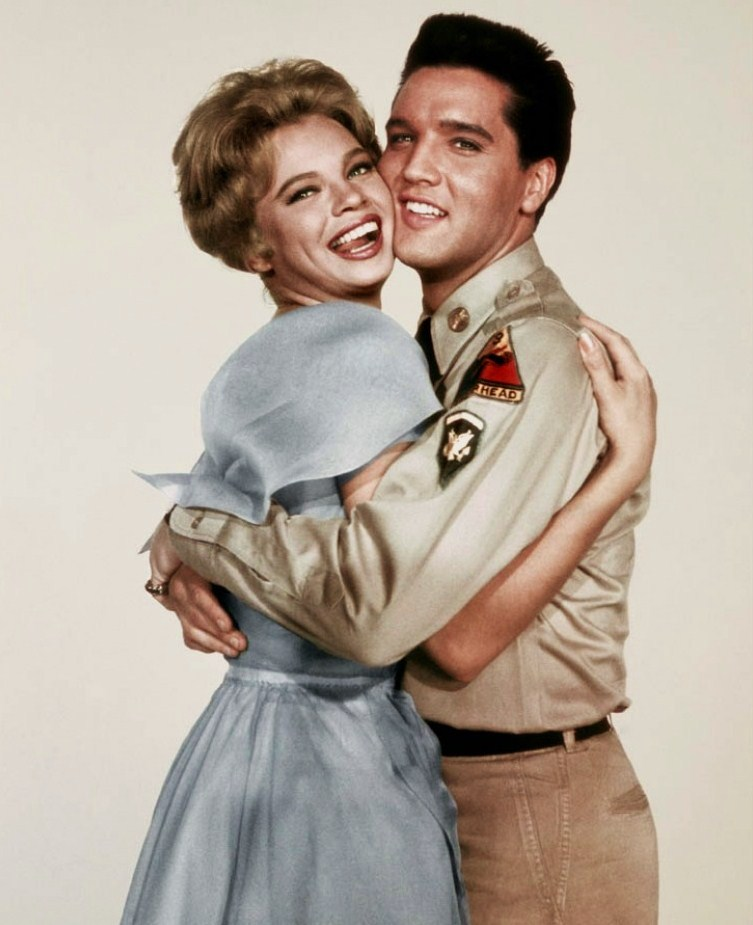
Джульетт Прауз и Элвис Пресли

Американский солдат Тульса МакЛин (Элвис Пресли) мечтает по возвращении из армии открыть свой собственный ночной клуб. Но у него не так много денег, чтобы реализовать свою мечту. С целью собрать нужный капитал, Тульса вместе со своими друзьями участвует в необычном пари и делает ставку на то, что его сослуживец Динамит сумеет провести ночь с обворожительной танцовщицей Лили (Джульетт Прауз). Однако Динамита переводят к новому месту службы. Чтобы не потерять ставку, МакЛин решает сам исполнить роль бывшего сослуживца.

## В ролях
- Элвис Пресли — Тульса МакЛин
- Джульет Прауз — Лили
- Роберт Айверс — Кукки
- Джеймс Дуглас — Рик
- Летиция Роман — Тина
- Сигрид Мэйер — Марла
- Арч Джонсон — сержант МаГроу
- Микки Нокс — Джитер
- Джон Хадсон — Капитан Хобарт
- Кеннет Бекер — Мак
- Джереми Слейт — Тарк
- Бич Дикерсон — Воррен
- Трент Долан — Микки
- Карл Кроу — Волт
- Фред Эсслер — Папа Мюллер
- Рон Стар — Харви
- Эрика Кнаб — Труди
- The Jordanaires — играют самих себя

## Саундтрек
В октябре 1960 года альбом с саундтреком фильма вошёл в американский хит-парад — он занимал первое место в течение шести недель, а затем 111 недель удерживал позицию в первой сотне.

## Производство
Элвис Пресли принял активное участие в создании фильма. Актёр говорил: «Потому что это был один-единственный способ, которым я должен был показать всем парням, с которыми служил в армии, насколько я уважал их».
Пресли шутил в прессе: «Это не о моих фактических событиях в армии, они не смогли бы снять это».
Практикуя каратэ во время съёмок из фильма, Пресли сломал маленькую кость руки.
Техническим советником фильма со стороны армии США был назначен Джон Мон (John J. Mawn; 1915—2007), который проводил пресс-конференции Элвиса Пресли во время его службы в армии.
Поскольку в 1960 году актёр боялся летать на самолётах, полковник Том Паркер арендовал два железнодорожных вагона для Элвиса и его окружения от Мемфиса до Голливуда.

## Даты премьер
Даты приведены в соответствии с данными kinopoisk.ru.
- США — 18 августа 1960
- США — 23 ноября 1960
- Германия — 23 декабря 1960
- Швеция — 26 декабря 1960
- Финляндия — 20 января 1961
- Норвегия — 9 февраля 1961
- Дания — 14 апреля 1961
- Финляндия — 11 августа 1978 (переиздание)

### Рецензии на фильм
- Рецензия Чэла Плембека на сайте 3-B Theater (англ.)
- Рецензия Дэн Джардин на сайте Apollo Movie Guide (англ.)

### Рецензии наDVD
- Рецензия из киноколлекции: «Свет! Камера! Элвис!» автор: Ноел Мэррей на сайте The AV Club, 29 августа 2007. (англ.)
- Рецензия из киноколлекции: «Свет! Камера! Элвис!» автор: Пол Мэвис на сайте DVD Talk, 6 августа 2007. (англ.)
- Рецензия Fusion3600 на сайте DVD Authority. (англ.)